# Drupadia demialba
Drupadia demialba är en fjärilsart som beskrevs av Otto Staudinger 1889. Drupadia demialba ingår i släktet Drupadia och familjen juvelvingar. Inga underarter finns listade i Catalogue of Life.